# Lundehund
Chó sáu ngón chân Lundehund hay chó Lundehund Nauy (Norsk Lundehund) là giống chó cảnh trong nhóm chó Spitz có nguồn gốc từ Na Uy, chúng có rất nhiều đặc điểm thể chất khác hẳn những loài chó khác. Một trong số đó là mỗi bàn chân của nó có sáu ngón. Ngoài ra, xương bả vai và xương cổ rất linh hoạt khiến con chó có thể giang cả bốn chân ẹp xuống đất về hai phía. Ống tai của nó cũng có thể tự động bịt lại để ngăn đất bẩn và nước xâm nhập. Nó bơi rất linh hoạt và có khả năng trèo những mỏm đá gần như dốc đứng. Tất cả các đặc điểm này khiến chó Lundehund trở thành một giống chó săn thú vị ở Nauy, ban đầu chúng được huấn luyện để chuyên săn chim hải âu. Từng có thời kỳ chúng gần như tuyệt chủng, năm 1963 chỉ có sáu con Lundehund còn sống, tuy nhiên hiện tại loài Lundehund đã lên đến ít nhất 1.500 con.

## Đặc Điểm
Giống chó Norwegian Lundehund có thân hình thanh mảnh và nhẹ nhàng, phần cơ thể dài và những chiếc chân thon gọn cao ráo, chúng có kích thước chiều cao từ 31 – 39 cm và cân nặng từ 6 – 9 kg. Đặc điểm riêng biệt ở giống chó này ở chúng có 6 ngón chân ở mỗi bàn chân bao gồm cả hai huyền đề và có khớp nối sau gáy của cổ mà những con chó khác không có, điều này giúp cổ của chúng rất linh hoạt có thể uốn cong đầu về phía sau, chúng cũng sở hữu những khớp vai vô cùng linh hoạt và dẻo dai.
Chó săn Hải Âu Na Uy có đôi tai hình tam giác với kích thước trung bình và nhọn dựng đứng ở trên đầu, đầu thủ khá nhỏ, khuôn mặt trông như con cáo, đôi mắt to và khá sâu, mõm dài và nhọn, chiếc đuôi dày lông thường cuộn lên. Loài chó Norwegian Lundehund có bộ lông ngắn, dày rậm và phẳng trên cơ thể, bộ lông của chúng thường có màu nâu đỏ hoặc nâu đất kết hợp với màu đen, trắng và xám.
Chó săn Hải Âu Na Uy vốn là loài chó hoang dã vì vậy chúng có bản tính khá độc lập và cứng đầu, tuy nhiên bản chất của loài chó này không hung dữ hay hiếu chiến, khi được xã hội hóa từ nhỏ trong gia đình thì chúng sẽ có bản tính rất thân thiện và tình cảm, chúng rất yêu quý trẻ em và vui vẻ với những người trong gia đình, đối với người lạ thì loài chó này tỏ ra khá xa lạ nhưng không gây nguy hiểm, giống chó này rất hay đào bới và tấn công các loài chim vì vậy nếu trong gia đình có nuôi chim thì cần phải đặc biệt chú ý đến điều này.
Giống chó Norwegian Lundehund thích hợp với cuộc sống trong gia đình, chúng cần được đi dạo và chạy bộ hàng ngày. Bộ lông của loài chó này thường xuyên rụng lông vì vậy cần phải chải lông cho chúng hàng ngày, tắm gội cho chúng khi cần thiết. Loài chó này không ăn các loại thức ăn khô hoặc có hạt vì chúng sẽ mắc bệnh tiêu hóa.
Giống chó Norwegian Lundehund - Chó săn Hải Âu Na Uy có tuổi thọ kéo dài khoảng 12 năm. Giống chó này chỉ thường gặp vấn đề tiêu hóa nếu không được cho ăn đúng cách.